# ديفيد سانشيز جيفارا
ديفيد سانشيز جيفارا (بالإسبانية: David Sánchez Guevara)‏ هو محامي وسياسي مكسيكي، ولد في 29 ديسمبر 1974 في ولاية مكسيكو في المكسيك. حزبياً، نشط في الحزب الثوري المؤسساتي. وقد انتخب عضو مجلس النواب المكسيك.